# Novojavorivsk
Novojavorivsk (ukrainsk: Новояворівськ, polsk: Nowojaworowsk), alternativt translitereret Novoyavorivsk, er en by i Yavoriv rajon, Lviv region i Ukraine. Novojavorivsk er hjemsted for administrationen af Novojavorivsk urban hromada, en af hromadaerne i Ukraine. I 2021 havde byen  31.280 indbyggere.
Byens navn kan oversættes til "Ny Javoriv".
Byen ligger ca. 45 minutters kørsel fra oblastens administrative centrum Lviv. Byen ligger ved en større vej, der er en videreførelse af   E40,  der ender ved grænsen til Polen, og  fortsætter til Lviv.
Byen blev grundlagt i 1965 som en arbejderboplads kaldet Jantarne (ukrainsk: Янтарне). I 1969 blev den omdøbt til Novojavorivsk.

## Galleri
- Stepana Bandery-gaden (2008) - hovedgaden i Novojavorivsk
- Rådhuset (2016)
- Sankt George kirke
- Sankt Peter og Paul kirke (2009)
- Ishockeystadion (2016)